# Christian Pollas
Christian Pollas (Franciaország, 1947 –) francia csillagász, aki a kisebb bolygók és a szupernóvák felfedezéséről és megfigyeléséről ismert.

## Munkássága
Pollas egyénileg 10, míg Eric Walter Elsttel együtt 16 objektumot fedezett fel. 
Több földközeli kisbolygót is felfedezett, köztük az Aten aszteroidákhoz tartozó (65679) 1989 UQ, az Apollo aszteroidákhoz tartozó 4179 Toutatis és az Amor aszteroidákhoz tartozó 9950 ESA kisbolygókat is.
A 4892 Chrispollas kisbolygót róla nevezték el.

## Felfedezett kisbolygói
1984 és 1995 között összesen 26 kisbolygót fedezett fel a Minor Planet Center szerint.
[A] – Eric Walter Elsttel együtt fedezte fel
| 4179 Toutatis      | 1989. január 4.        |
| 5164 Mullo         | 1984. november 20.     |
| 7296 Lamarck       | 1992. augusztus 8. [A] |
| 8009 Béguin        | 1989. január 25.       |
| 9950 ESA           | 1990. november 8.      |
| 14015 Senancour    | 1994. január 16. [A]   |
| 14016 Steller      | 1994. január 16. [A]   |
| (16403) 1984 WJ1   | 1984. november 20.     |
| 16674 Birkeland    | 1994. január 16. [A]   |
| (17562) 1994 BG4   | 1994. január 16. [A]   |
| (19241) 1994 BH4   | 1994. január 16. [A]   |
| 29311 Lesire       | 1994. január 16. [A]   |
| 30936 Basra        | 1994. január 16. [A]   |
| 30937 Bashkirtseff | 1994. január 16. [A]   |

| 30938 Montmartre  | 1994. január 16. [A]    |
| 30939 Samaritaine | 1994. január 16. [A]    |
| (32772) 1986 JL   | 1986. május 11.         |
| (37644) 1994 BN3  | 1994. január 16. [A]    |
| (42501) 1992 YC   | 1992. december 17.      |
| (42521) 1994 BO3  | 1994. január 16. [A]    |
| (43846) 1993 PV8  | 1993. augusztus 15. [A] |
| (48564) 1994 BL3  | 1994. január 16. [A]    |
| (52413) 1994 BF4  | 1994. január 16. [A]    |
| (65679) 1989 UQ   | 1989. október 26.       |
| (136745) 1995 WL8 | 1995. november 29.      |
| (173134) 1994 YP2 | 1994. december 27.      |

## Fordítás
Ez a szócikk részben vagy egészben  a   Christian Pollas című angol Wikipédia-szócikk fordításán alapul.  Az eredeti cikk szerkesztőit annak laptörténete sorolja fel. Ez a jelzés csupán a megfogalmazás eredetét és a szerzői jogokat jelzi, nem szolgál a cikkben szereplő információk forrásmegjelöléseként.

## Kapcsolódó szócikk
- Kisbolygók listája